# Sisobahili Siwalawa
Sisobahili Siwalawa is een bestuurslaag in het regentschap Nias Selatan van de provincie Noord-Sumatra, Indonesië. Sisobahili Siwalawa telt 450 inwoners (volkstelling 2010).